# Весела Гора
Весела Гора (словен. Vesela Gora) је насељено место у општини Шентруперт, регија Југоисточна Словенија, Словенија.

## Историја
До територијалне реорганизације у Словенији била је у саставу старе општине Требње. Као самостално насеље, Весела Гора постоји од 1992. године. Настало је издвајањем дијела из насеља Бриње.

## Становништво
У попису становништва из 2011. године, Весела Гора је имала 59 становника.
| Број становника према пописима | Број становника према пописима |
| ------------------------------ | ------------------------------ |
| 2002                           | 2011                           |
| 46                             | 59                             |

Напомена: Године 1992. настала издвајањем дела из насеља Бриње.

## Галерија
- Дворац "Барбо"
- црквени олтар